# Plover Scar Lighthouse
Plover Scar Lighthouse (auch Abbey Lighthouse) ist ein Leuchtturm, der die Mündung des River Lune in die Morecambe Bay anzeigt und sichert.
Plover Scar ist ein kleines Felsenriff in der Flussmündung, an dessen Stelle sich der Leuchtturm befindet und der Name Abbey Lighthouse beruht auf der nicht mehr existierenden Cockersand Abbey auf dem Festland nahe dem Leuchtturm.
Der Leuchtturm wurde 1847 gebaut. Er hat eine Höhe von 27 Feet (circa 8,22 m), wobei sich das Leuchtfeuer selbst in einer Höhe von 20 Feet (circa 6,09 m) befindet. Sein alle 2 Sekunden aufleuchtendes weißes Leuchtfeuer ist etwa 11 km (7 Meilen) weit zu sehen. Der Leuchtturm wird seit 1951 automatisch betrieben, das Haus des Leuchtturmwärters befand sich auf dem Festland (53° 58′ 57,4″ N, 2° 52′ 10,8″ W).